# Infrastructure for Spatial Information in the European Community
Die Infrastructure for Spatial Information in the European Community (INSPIRE, deutsch Geodateninfrastruktur in der Europäischen Gemeinschaft) ist eine Initiative der europäischen Kommission mit dem Ziel, eine europäische Geodateninfrastruktur für die Zwecke
einer gemeinschaftlichen Umweltpolitik zu schaffen. Die Richtlinie 2007/2/EG vom 14. März 2007 des Europäischen Parlaments und des Rates zur Schaffung einer Geodateninfrastruktur in der Europäischen Gemeinschaft (INSPIRE), in Kraft seit dem 15. Mai 2007, verpflichtet die Mitgliedstaaten, Geobasisdaten sowie Geofachdaten, die in einem der 34 Anhangthemen aufgeführt sind, stufenweise zunächst konform und dann interoperabel über Netzdienste bereitzustellen. Die Verpflichtung, Daten verfügbar zu machen, gilt nur für bereits vorhandene und in digitaler Form vorliegende Geodaten; die Richtlinie fordert nicht die Neuerfassung von analog vorliegenden Geodaten.

## Ziele und Vorteile
Die öffentlichen Einrichtungen beginnen auf Grund der in Kraft getretenen INSPIRE-Richtlinie, ihre Geodaten INSPIRE-kompatibel aufzubereiten, wobei der Zeitplan zunächst die Erzeugung einheitlicher Metadaten vorsieht. Die Geodaten können damit jenseits der jeweiligen Verwaltungs- und Ländergrenzen genutzt werden. Im deutschsprachigen Raum läuft dieser Aufbau unter dem Schlagwort Geodateninfrastruktur (GDI). Geodaten in Form von Karten, Luftbildern und Metadaten (Informationen zu z. B. Herkunft und Erhebungszeitpunkt) werden dabei in Form von standardkonformen (in der Regel bezogen auf die Standards des OGC) Diensten und unter Berücksichtigung verbindlich vereinbarter Applikationsprofile, wie z. B. dem WMS-DE-Profil 1.0 oder dem AdV-Profil für WMS, angeboten.
INSPIRE lenkt die Geodateninfrastruktur Europas, indem auch hier bestimmte Vorgaben gemacht werden, denen die Dienste genügen müssen. Durch eine europäische, einheitlich gestaltete Geodateninfrastruktur können Hemmnisse abgebaut werden, indem alle verfügbaren Daten entsprechend aufbereitet und über Portale bereitgestellt werden, die auf den Bürger eines bestimmten europäischen Landes zugeschnitten sind und weiterführende Informationen sowie Ansprechpartner nennen. So ist auf Dauer gewährleistet, dass ein z. B. nordrhein-westfälischer Dienst bei Bedarf auch in Portugal oder Bulgarien genutzt werden kann. Durch die strenge Ausrichtung an bestimmten technischen Vorgaben werden z. B. direkte Vergleiche zwischen verschiedenen Ländern Europas erst für den Fachanwender möglich. Eine große Schwierigkeit liegt bisher darin, dass jedes europäische Land unterschiedliche und oftmals mehrere Projektionssysteme für die Darstellung verwendet, die im Ausland oft ungebräuchlich sind und somit digital nicht in einer kartographisch korrekten Abbildung präsentiert werden können. Auch innerhalb von Deutschland gibt es hier bereits Probleme, da auf unterschiedliche Meridianstreifensysteme zurückgegriffen werden muss, wenn eine Darstellung mit einer großen Ost-West-Ausdehnung erfolgen soll. Mit europaweit vereinheitlichten Projektionssystemen, z. B. dem ETRS89, die für den europäischen Raum Verwendung finden können, sollen die Mitgliedsländer dazu veranlasst werden, zunehmend auf regionale Projektionssysteme zu Gunsten einer europäischen Lösung zu verzichten. Besondere Bedeutung werden künftig nicht nur reine Bilddaten (Karten und Luftbilder) haben, sondern auch alphanumerische Informationen, die über „einen Klick“ auf die Kartendarstellung abrufbar sind. Allgemeine statistische Daten wie die Bevölkerungsentwicklung in Städten oder Regionen werden damit für jedermann abrufbar. Ein weiterer Vorteil einheitlicher Geodaten ist, dass durch ihre Veröffentlichung dem Bürger ein sehr mächtiges Instrument an die Hand gegeben wird, um räumliche Vorgänge (z. B. Planungen, etwa Bau von Großanlagen, Straßen, Gewerbegebiete) zu beobachten und direkt dazu Stellung nehmen zu können. Große Bedeutung wird in dieser Hinsicht auch die Umweltbeobachtung erlangen.

## Datenthemen
Die 34 von der INSPIRE betroffenen Geodatenthemen sind in den Anhängen I bis III der Richtlinie aufgeführt:
| Annex | Inhalt                                                                                  | Beschreibung |
| ----- | --------------------------------------------------------------------------------------- | --- |
| I     | Koordinatenreferenzsysteme                                                              | Systeme zur eindeutigen räumlichen Referenzierung von Geodaten mittels eines Koordinatensatzes (x-, y-, z-Koordinaten) und/oder Angaben zu Breite, Länge und Höhe auf der Grundlage eines geodätischen horizontalen und vertikalen Datums |
| I     | Geografische Gittersysteme                                                              | Harmonisiertes Gittersystem mit Mehrfachauflösung, gemeinsamem Ursprungspunkt und standardisierter Lokalisierung und Größe der Gitterzellen |
| I     | Geografische Bezeichnungen                                                              | Namen von Gebieten, Regionen, Orten, Großstädten, Vororten, Städten oder Siedlungen sowie jedes geografische oder topografische Merkmal von öffentlichem oder historischem Interesse |
| I     | Verwaltungseinheiten                                                                    | Nationale, regionale und lokale Verwaltungseinheiten, die die Gebiete abgrenzen, in denen die Mitgliedstaaten Hoheitsbefugnisse haben und/oder ausüben und die durch Verwaltungsgrenzen voneinander getrennt sind |
| I     | Adressen                                                                                | Verortung von Grundstücken anhand von Adressdaten, i. d. R. Hausnummer, Straßenname und Postleitzahl |
| I     | Flurstücke/Grundstücke (Katasterparzellen)                                              | Gebiete, die anhand des Grundbuchs oder gleichwertiger Verzeichnisse festgelegt werden |
| I     | Verkehrsnetze                                                                           | Verkehrsnetze und zugehörige Infrastruktureinrichtungen für Straßen-, Schienen- und Luftverkehr sowie Schifffahrt; umfasst auch die Verbindungen zwischen den verschiedenen Netzen; umfasst auch das transeuropäische Verkehrsnetz |
| I     | Gewässernetz                                                                            | Elemente des Gewässernetzes, inkl. Meeresgebiete und alle sonstigen Wasserkörper und hiermit verbundenen Teilsystemen, darunter Einzugs- und Teileinzugsgebiete, ggf. gemäß den Definitionen der Richtlinie 2000/60/EG (Wasserrahmenrichtlinie) |
| I     | Schutzgebiete                                                                           | Gebiete, die im Rahmen des internationalen und des gemeinschaftlichen Rechts sowie des Rechts der Mitgliedstaaten ausgewiesen sind oder verwaltet werden, um spezifische Erhaltungsziele zu erreichen, z. B. FFH-Gebiete, SPA-Gebiete sowie Schutzgebiete nach Wasserrahmenrichtlinie, Welterbekonvention, Ramsar-Konvention, Barcelona-Konvention, Helsinki-Konvention, OSPAR-Konvention |
| II    | Höhe                                                                                    | Digitale Höhenmodelle für Land-, Eis- und Meeresflächen inkl. Geländemodell, Tiefenmessung und Küstenlinie |
| II    | Bodenbedeckung                                                                          | Physische und biologische Bedeckung der Erdoberfläche, inkl. künstlicher Flächen, landwirtschaftlicher Flächen, Wäldern, natürlicher (naturnaher) Gebiete, Feuchtgebieten und Wasserkörpern |
| II    | Orthofotografie                                                                         | Georeferenzierte Bilddaten der Erdoberfläche von satelliten- oder luftfahrzeuggestützten Sensoren |
| II    | Geologie                                                                                | Geologische Beschreibung anhand von Zusammensetzung und Struktur; umfasst auch Grundgestein, Grundwasserleiter und Geomorphologie |
| III   | Statistische Einheiten                                                                  | Einheiten für die Verbreitung oder Verwendung statistischer Daten |
| III   | Gebäude                                                                                 | Geografischer Standort von einzelnen Gebäuden |
| III   | Boden                                                                                   | Beschreibung von Boden und Unterboden anhand von Tiefe, Textur, Struktur und Gehalt an Teilchen sowie organischem Material, Steinigkeit, Erosion, ggf. durchschnittliches Gefälle und erwartete Wasserspeicherkapazität |
| III   | Bodennutzung                                                                            | Beschreibung von Gebieten anhand ihrer derzeitigen und geplanten künftigen Funktion oder ihres sozioökonomischen Zwecks, z. B. Wohn-, Industrie- oder Gewerbegebiete, land- oder forstwirtschaftliche Flächen, Freizeitgebiete |
| III   | Gesundheit und Sicherheit                                                               | Geografische Verteilung verstärkt auftretender pathologischer Befunde (Allergien, Krebserkrankungen, Erkrankungen der Atemwege usw.), Informationen über Auswirkungen auf die Gesundheit (Biomarker, Rückgang der Fruchtbarkeit, Epidemien) oder auf das Wohlbefinden (Ermüdung, Stress usw.) der Menschen in unmittelbarem Zusammenhang mit der Umweltqualität (Luftverschmutzung, Chemikalien, Abbau der Ozonschicht, Lärm usw.) oder in mittelbarem Zusammenhang mit der Umweltqualität (Nahrung, genetisch veränderte Organismen usw.) |
| III   | Versorgungswirtschaft und staatliche Dienste                                            | Versorgungseinrichtungen wie Energieversorgung und Wasserversorgung sowie Abwasser- und Abfallentsorgung; staatliche Verwaltungs- und Sozialdienste wie öffentliche Verwaltung, Katastrophenschutz, Schulen und Krankenhäuser |
| III   | Umweltüberwachung                                                                       | Standort und Betrieb von Umweltüberwachungseinrichtungen einschließlich Beobachtung und Messung von Schadstoffen, des Zustands von Umweltmedien und anderen Parametern des Ökosystems (Artenvielfalt, ökologischer Zustand der Vegetation usw.) durch oder im Auftrag von öffentlichen Behörden |
| III   | Produktions- und Industrieanlagen                                                       | Standorte für industrielle Produktion, einschließlich durch die Richtlinie 96/61/EG erfasste Anlagen und Einrichtungen zur Wasserentnahme sowie Bergbau- und Lagerstandorte |
| III   | Landwirtschaftliche Anlagen und Aquakulturanlagen                                       | Landwirtschaftliche Anlagen und Produktionsstätten, inklusive Bewässerungssystemen, Gewächshäusern und Ställen |
| III   | Verteilung der Bevölkerung – Demografie                                                 | Geografische Verteilung der Bevölkerung, einschließlich Bevölkerungsmerkmalen und Tätigkeitsebenen, zusammengefasst nach Gitter, Region, Verwaltungseinheit oder sonstigen analytischen Einheiten |
| III   | Bewirtschaftungsgebiete/Schutzgebiete/geregelte Gebiete und Berichterstattungseinheiten | Auf internationaler, europäischer, nationaler, regionaler und lokaler Ebene bewirtschaftete, geregelte oder zu Zwecken der Berichterstattung herangezogene Gebiete. Dazu zählen Deponien, Trinkwasserschutzgebiete, nitratempfindliche Gebiete, geregelte Fahrwasser auf See oder auf großen Binnengewässern, Gebiete für die Abfallverklappung, Lärmschutzgebiete, für Exploration und Bergbau ausgewiesene Gebiete, Flussgebietseinheiten, entsprechende Berichterstattungseinheiten und Gebiete des Küstenzonenmanagements              |
| III   | Gebiete mit naturbedingten Risiken                                                      | Gefährdete Gebiete, eingestuft nach naturbedingten Risiken (sämtliche atmosphärischen, hydrologischen, seismischen, vulkanischen Phänomene sowie Naturfeuer, die aufgrund ihres örtlichen Auftretens sowie ihrer Schwere und Häufigkeit signifikante Auswirkungen auf die Gesellschaft haben können), z. B. Überschwemmungen, Erdrutsche und Bodensenkungen, Lawinen, Waldbrände, Erdbeben oder Vulkanausbrüche |
| III   | Atmosphärische Bedingungen                                                              | Physikalische Bedingungen in der Atmosphäre. Hierzu zählen Geodaten auf der Grundlage von Messungen, Modellen oder einer Kombination aus beiden sowie Angabe der Messstandorte |
| III   | Meteorologisch-geografische Kennwerte                                                   | Witterungsbedingungen und deren Messung; Niederschlag, Temperatur, Gesamtverdunstung (Evapotranspiration), Windgeschwindigkeit und Windrichtung |
| III   | Ozeanografisch-geografische Kennwerte                                                   | Physikalische Bedingungen der Ozeane, z. B. Strömungsverhältnisse, Salinität, Wellenhöhe usw. |
| III   | Meeresregionen                                                                          | Physikalische Bedingungen von Meeren und salzhaltigen Gewässern, aufgeteilt nach Regionen und Teilregionen mit gemeinsamen Merkmalen |
| III   | Biogeografische Regionen                                                                | Gebiete mit relativ homogenen ökologischen Bedingungen und gemeinsamen Merkmalen |
| III   | Lebensräume und Biotope                                                                 | Geografische Gebiete mit spezifischen ökologischen Bedingungen, Prozessen, Strukturen und (lebensunterstützenden) Funktionen als physische Grundlage für dort lebende Organismen; umfasst auch durch geografische, abiotische und biotische Merkmale gekennzeichnete natürliche oder naturnahe terrestrische und aquatische Gebiete |
| III   | Verteilung der Arten                                                                    | Geografische Verteilung des Auftretens von Tier- und Pflanzenarten, zusammengefasst in Gittern, Region, Verwaltungseinheit oder sonstigen analytischen Einheiten |
| III   | Energiequellen                                                                          | Energiequellen wie Kohlenwasserstoffe, Wasserkraft, Bioenergie, Sonnen- und Windenergie usw., ggf. mit Tiefen- bzw. Höhenangaben zur Ausdehnung der Energiequelle |
| III   | Mineralische Bodenschätze                                                               | wie Metallerze, Industrieminerale usw., ggf. mit Tiefen- bzw. Höhenangaben zur Ausdehnung der Bodenschätze |